# Kurupalli (M), Srinivaspur
Kurupalli (M) là một làng thuộc tehsil Srinivaspur, huyện Kolar, bang Karnataka, Ấn Độ.